# Lancôme
Lancôme (phát âm tiếng Pháp: [lɑ̃kom]) là một nhãn hiệu nước hoa và mỹ phẩm sang trọng của Pháp, phân phối sản phẩm quốc tế. Lancôme là một phần của đơn vị Sản phẩm Sang trọng L'Oréal, công ty mẹ và cung cấp sản phẩm chăm sóc da, nước hoa và trang điểm với giá cao hơn.

## Lịch sử

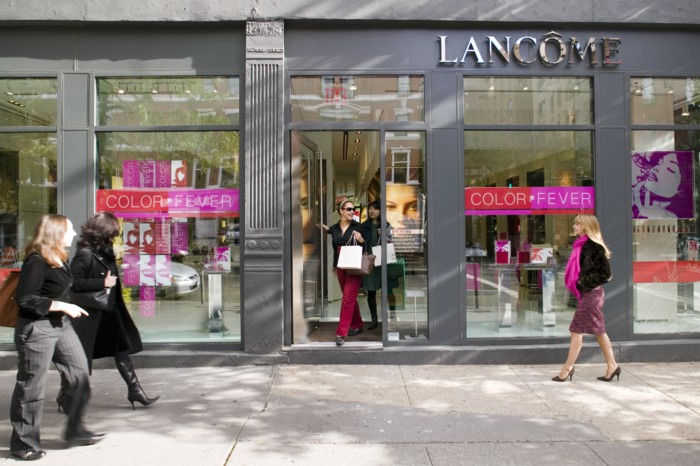
Lancôme Boutique trên Upper West Side của NYC

Được Guillaume d'Ornano và đối tác kinh doanh Armand Petitjean của ông, thành lập vào năm 1935 tại Pháp, như một nhà nước hoa ban đầu. Tên gọi "Lancôme" được lấy cảm hứng từ khu rừng Lancosme nằm trong thung lũng Indre ở trung tâm nước Pháp thuộc vùng La Brenne - tên được Elisabeth d'Ornano, vợ của Guillaume, chọn lựa. Hoa hồng trong khu vực truyền cảm hứng cho biểu tượng hoa hồng vàng đơn lẻ của công ty.
Lancôme đưa ra năm loại nước hoa đầu tiên vào năm 1935 tại triển lãm Quốc tế Brussels: Tendre Nuit, Bocages, Conquete, Kypre và Tropiques. Petitjean thâm nhập vào thị trường dưỡng da cao cấp, ra mắt Nutrix, "kem phục hồi đa năng" đầu tiên của ông vào năm 1936, tiếp theo là đồ trang điểm, mỹ phẩm và sản phẩm chăm sóc da. Lancôme đã được L'oreal mua lại vào năm 1964 và nhanh chóng trở thành một phần của phân nhóm sản phẩm cao cấp.

## Sản phẩm

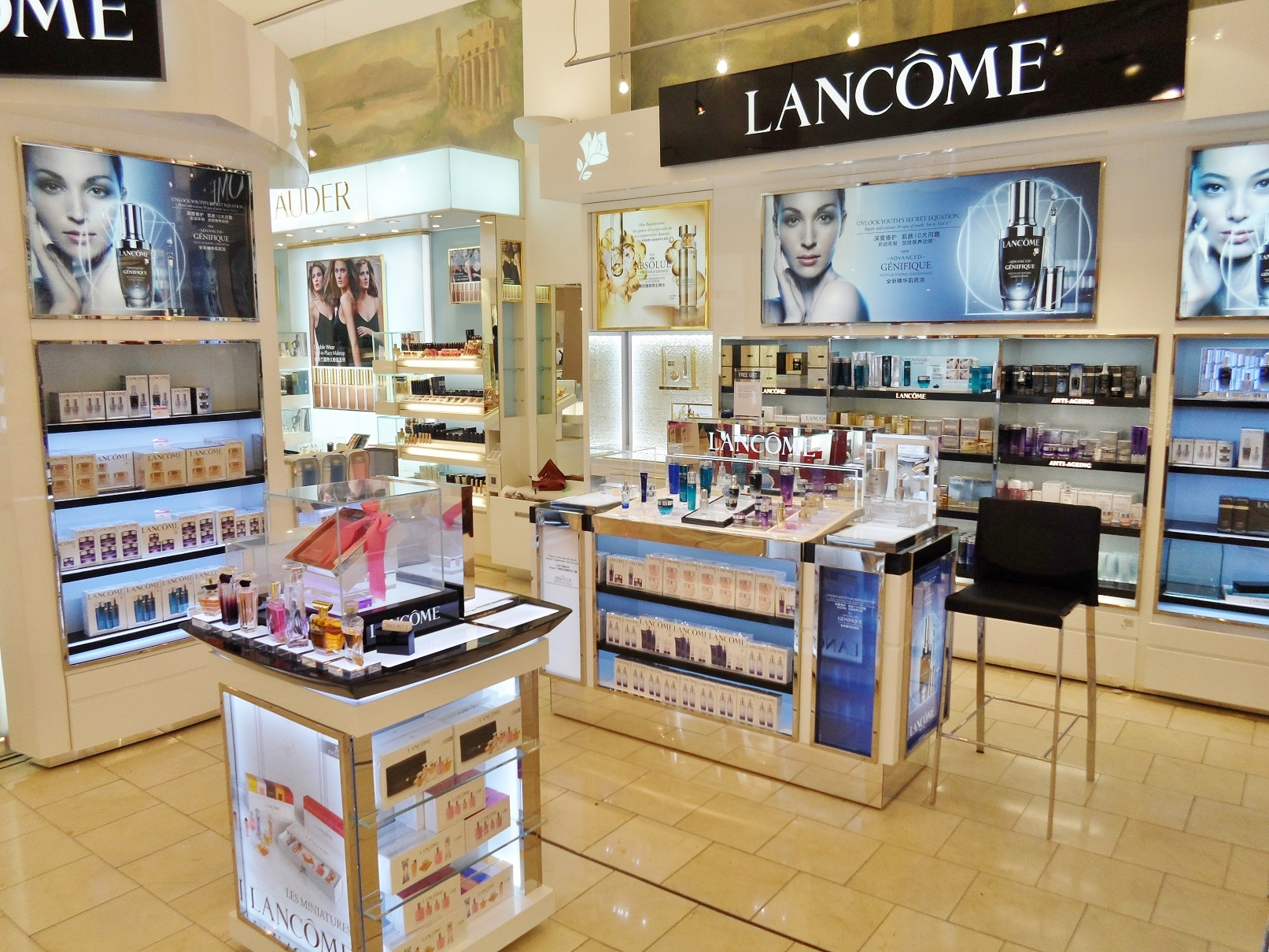
Quầy Lancôme tại DFS Galleria Customhouse ở Auckland, New Zealand

Công ty cung cấp nước hoa, chăm sóc da và đồ trang điểm. Sản phẩm nổi tiếng nhất của hãng gồm mascara, cụ thể là "Hypnôse", Range Visionnaire, trong đó chứa một thành phần cấp bằng sáng chế, "LR 2412", nhằm cải thiện chất lượng kết cấu da, đặc biệt làm giảm lỗ chân lông, nếp nhăn và màu da không đồng đều. Lancôme thời gian gần đây đã phát hành một serum dưỡng da mới gọi là "Dreamtone", tuyên bố để cải thiện màu da bất thường bao gồm đốm nắng và tì vết dấu. Serum dưỡng da có sẵn trong ba tích màu, nhạt, trung bình và tối sẫm để phù hợp với tông màu da cá nhân.
Sản phẩm hương thơm Lancôme được chế tạo kết hợp với nước hoa nổi tiếng: Alain Astori, Annick Menardo, Daniela Roche-Andrier, Christian Biecher, Jacques Cavallier, Calice Becker, Pauline Zanoni, Maurice Roucel, Thierry Wasser, Christine Nage, Armand Petitjean, Gerard Goupy, Olivier Cresp, Harry Fremont, Alberto Morillas, Dominique Ropion, Olivier Polge, Francis Kurkdjian, Robert Gonnon, Nathalie Lorson, Sophia Grojsman và Alienor Massenet.
Kể từ năm 2014, nước hoa La Vie Est Belle là loại nước hoa bán chạy nhất tại khu chợ lịch sử Lancôme, Pháp.
Năm 2021, "Lash idole mascara" kéo dài 24h đã trở thành sản phẩm bán chạy nhất và nhận được giải thưởng làm đẹp do chuyên gia bình chọn.

## Quảng cáo
Mặc dù người sáng lập Armand Petijean khẳng định rằng Lancôme không bao giờ quảng cáo, nhưng ngày nay Lancôme là một trong những nhà quảng cáo hàng đầu trong lĩnh vực làm đẹp cao cấp. Quảng cáo của hãng có thể xuất hiện trong nhiều ấn phẩm trên toàn thế giới, từ Harper's Bazaar đến Vogue của Pháp. Quảng cáo của Lancôme đã được các nhiếp ảnh gia hàng đầu chụp, bao gồm Peter Lindbergh, Mario Testino, Mario Sorrenti, Nick Knight, Steven Meisel, Brigitte Lacombe, Patrick Demarchelier & Dusan Reljin.
Năm 2012, Lancôme ra mắt một quảng cáo trên truyền hình với biểu tượng phim hoạt hình năm 1930 Betty Boop. Siêu mẫu Daria Werbowy và Betty nói chuyện thẳng thắn khi Betty đưa ra lời khuyên của Daria về cách tìm một vai diễn trong "bộ phim lớn đầu tiên của cô".

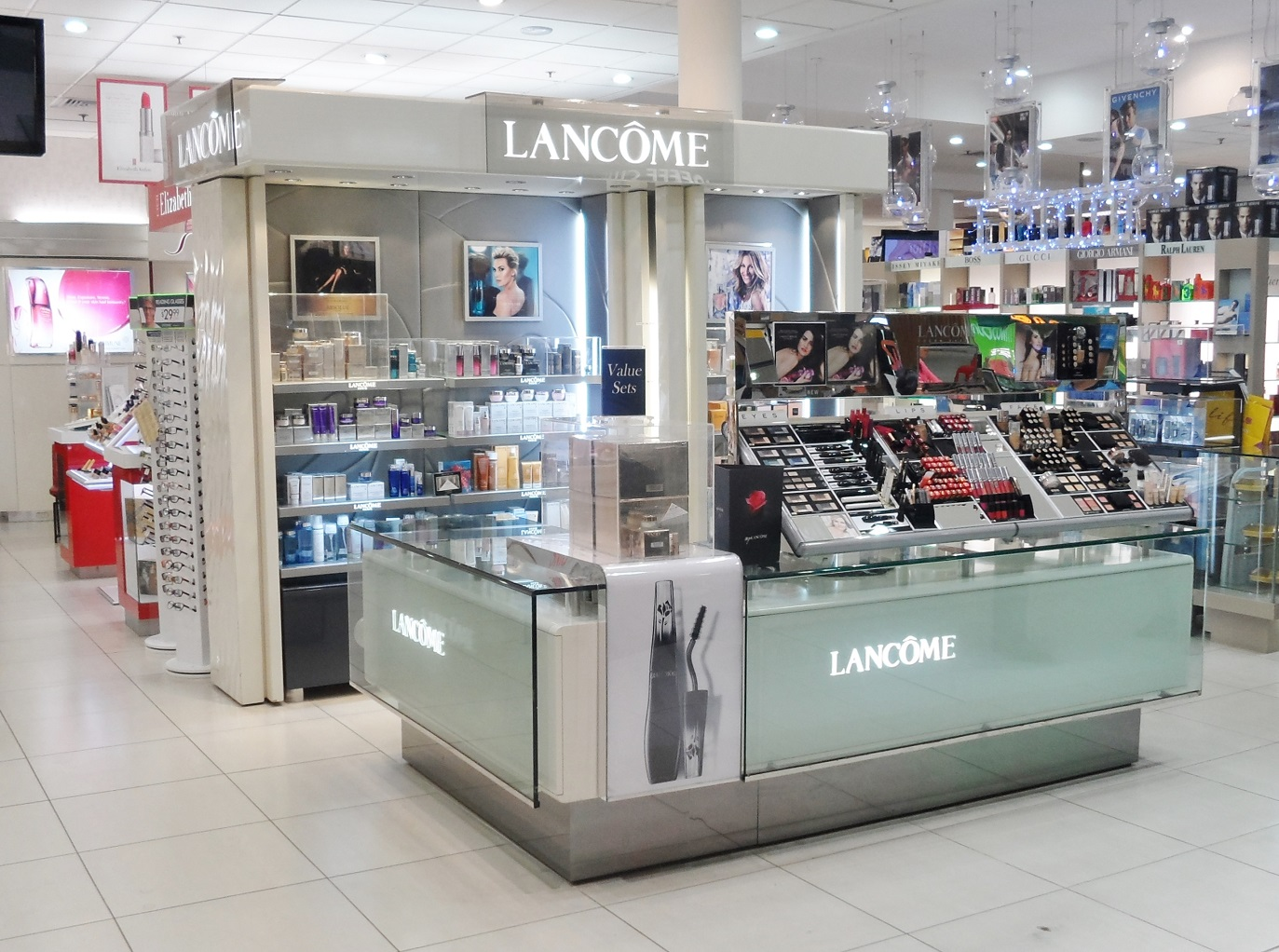
Counter at Life Pharmacy at Westfield Queensgate in Lower Hutt, Wellington region, New Zealand

### Mẫu phát ngôn và người phát ngôn
Thương hiệu được đại diện bởi các nữ diễn viên, siêu mẫu toàn cầu, nghệ sĩ trang điểm và các nhà sản xuất nước hoa. Các nhà thiết kế thời trang đang nổi lên đã cộng tác với thương hiệu, bao gồm cả bộ đôi thiết kế Proenza Schouler, người đã tạo ra một bộ trang phục lấy cảm hứng từ hương thơm Hypnôse của Lancôme và Alber Elbaz, người thiết kế bao bì cho một bộ ba mascara.
Năm 1978, ở tuổi mười tám, Carol Alt đã trở thành người mẫu trẻ nhất là gương mặt của Lancôme. Nancy Dutiel cũng làm mẫu cho Lancôme trong thời gian này. Gần đây, người mẫu Shalom Harlow, Marie Gillain và Raica Oliveira cũng trở thành người phát ngôn cho Lancôme.
Một trong những hợp tác lâu dài nhất của Lancôme là với nữ diễn viên Isabella Rossellini. Ký kết năm 1982, Rossellini là gương mặt quốc tế của Lancôme trong 14 năm.
Người mẫu Daria Werbowy, người Canada-Ucraina, gia nhập thương hiệu năm 2005, và đã được giới thiệu trong các quảng cáo của Lancome. Nữ diễn viên và người mẫu Tây Ban Nha Inés Sastre đã đại diện cho Lancôme như người phát ngôn toàn cầu từ năm 1996, xuất hiện trong hàng chục bản quảng cáo của Lancôme qua nhiều năm.
Tháng 9 năm 2008, người mẫu Dominica Arlenis Sosa trở thành người phát ngôn cho thương hiệu.
Năm 2009, con gái của Isabella Rossellini, Elettra Rossellini Wiedemann trở thành gương mặt mới của Lancôme.
Năm 2010, người sáng lập Ipsy, Michelle Phan đã ký hợp đồng với Lancome và trở thành người phát ngôn tiếng Việt đầu tiên của hãng.
Các nữ diễn viên nổi tiếng khác cũng đã cộng tác với thương hiệu, bao gồm Juliette Binoche, Uma Thurman, Drew Barrymore, Mena Suvari, Laura Morante, Kate Winslet, Anne Hathaway, Julia Roberts, Penélope Cruz, Emma Watson và Lupita Nyong'o hiện tại. Clive Owen là người phát ngôn đầu tiên cho dòng sản phẩm chăm sóc da dành cho nam giới của Lancôme và nước hoa Hypnôse Homme.